# Lindenhof (Eggenburg)

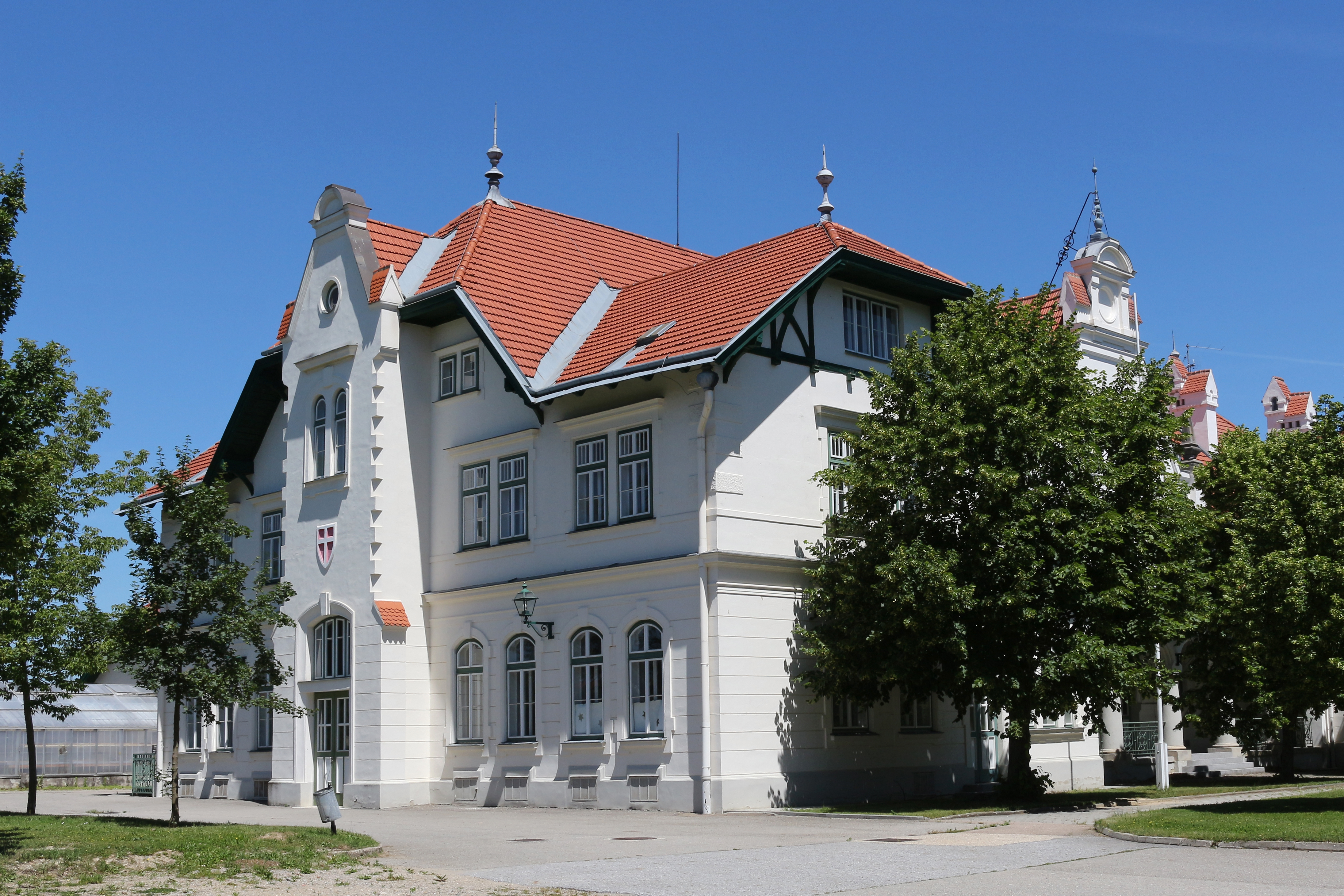
Verwaltungsgebäude mit Wappen der Gemeinde Wien

Der Lindenhof in der Stadt Eggenburg in Niederösterreich ist ein Ausbildungsheim für männliche Jugendliche der Stadt Wien. Das Gebäude steht unter Denkmalschutz (Listeneintrag).

## Geschichte
Von 1887 bis 1888 wurde eine Besserungsanstalt für Kinder und Jugendliche an der Grafenbergerstraße erbaut und danach 200 Burschen und Mädchen im Alter von sechs bis 14 Jahre betreut. 1908 wurde das ehemalige Krankenhausgebäude der Stadt dazu erworben und die Anstalt mit Neubauten im Pavillonsystem an der Felberstraße erweitert. Im Jahre 1922 ging die Verwaltung an die Stadt Wien.
Heute (2013) werden etwa 30 untergebrachte Jugendliche betreut, welche verschiedene Lehrberufe erlernen, darunter Maurer, Tischler, Bäcker, Gas- und Wasserinstallateur sowie Maler und Lackierer. Es wird eine soziale Integration der Untergebrachten angestrebt.
Seit den 1960er-Jahren erregte das Heim des Öfteren mediales Interesse.

## Architektur
Das älteste Gebäude aus 1888 an der Grafenbergerstraße ist eine mehrflügelige Anlage mit vorspringenden Risaliten. Die landwirtschaftlichen Schulungsgebäude mit Stallungen und Werkstätten wurden in Holzständerbauweise und Backsteindekor erbaut. Die 1908 errichteten Pavillons an der Felberstraße sind parkartig symmetrisch angeordnet und zeigen eine reiche späthistoristische Gliederung und Dekor teils mit altdeutsch-romantischen burgartigen Formen und stark gegliederte Dächer mit Firstknaufschmuck. Die Foyers und Stiegenhäuser sind teilweise noch in originaler Ausstattung erhalten.